# Our Gangs Dark Oath
Our Gang's Dark Oath – debiutancki album post hardcore'owego zespołu Aiden wydany 8 czerwca 2004. Początkowo płyta była dostępna tylko w Ameryce Północnej, ale później została wydana również w Europie przez wytwórnię Victory Records. Album spotkał się z bardzo zróżnicowanymi ocenami – internetowy magazyn Drowned in Sound przyznał mu 1 na 10 możliwych punktów, a RebelPunk.net 4 na 5.

## Lista utworów
1. „Our Gang’s Dark Oath” – 1:04
2. „The Dawn Breaking Tide” – 2:29
3. „I Set My Friends on Fire” – 3:06 – W utworze występuje cytat z filmu The Ring.
4. „Pledge Resistance” – 2:51
5. „Bridge of Reason, Shore of Faith” – 3:06 – Na początku utworu można usłyszeć fragment filmu Stań przy mnie.
6. „Life I Left Behind” – 3:03
7. „Looking Glass Eyes” – 2:45
8. „Fifteen” – 2:37
9. „Kid Becomes the Dream” – 2:24
10. „Cold December” – 3:29
11. „World by Storm” – 17:59 – Na początku utworu został użyty fragment sceny w sali posiedzeń sądu z filmu Święci z Bostonu.

## Twórcy
- wiL Francis – śpiew
- Angel Ibarra – gitara prowadząca, wokal wspierający
- Jake Wambold – gitara, wokal wspierający
- Nick Wiggins – gitara basowa, wokal wspierający
- Jake Davison – perkusja